# Archiac
Archiac je naselje in občina v zahodnem francoskem departmaju Charente-Maritime regije Poitou-Charentes. Leta 2011 je naselje imelo 811 prebivalcev.

## Geografija
Kraj se nahaja v pokrajini Saintonge 51 km jugovzhodno od njenega središča Saintes.

## Uprava
Archiac je sedež istoimenskega kantona, v katerega so poleg njegove vključene še občine Allas-Champagne, Arthenac, Brie-sous-Archiac, Celles, Cierzac, Germignac, Jarnac-Champagne, Lonzac, Neuillac, Neulles, Saint-Ciers-Champagne, Saint-Eugène, Saint-Germain-de-Vibrac, Sainte-Lheurine, Saint-Maigrin in Saint-Martial-sur-Né s 6.733 prebivalci.
Kanton Archiac je sestavni del okrožja Jonzac.

## Zanimivosti
- župnijska cerkev sv. Petra;